# Dean O'Banion
Charles Dean O'Banion (Maroa, 8 luglio 1892 – Chicago, 10 novembre 1924) è stato un mafioso statunitense.

## Biografia
Dean O'Banion nacque in una piccola città dell'Illinois da una famiglia cattolica irlandese. Nel 1901, alla morte della madre, la famiglia si spostò a Chicago, in una zona di immigrati irlandesi chiamata North Side. Assieme ad altri coetanei come Earl Weiss e George Moran formarono la Market Street Gang, specializzata in furti per il mercato nero di Chicago. Con l'avvento del proibizionismo, O'Banion cominciò il contrabbando di bevande alcoliche diventando il boss di un'importante organizzazione criminale, la North Side Gang, in contrapposizione con la mafia italo-americana capeggiata da Johnny Torrio che comandava la zona South Side della città.
Nell'aprile 1924 O'Banion iniziò a sequestrare i camion carichi di alcolici dei fratelli Genna, i quali chiesero il permesso di ucciderlo a Mike Merlo, il presidente dell'Unione Siciliana, che glielo rifiutò perché non voleva fare scoppiare una guerra; successivamente O'Banion imbrogliò anche Torrio con uno stratagemma e lo fece finire in carcere; il 10 novembre O'Banion venne assassinato dentro il suo negozio di fiori da Frankie Yale, su mandato di Torrio e Al Capone da due killer dei fratelli Genna: l'omicidio avvenne due giorni dopo il decesso di Merlo, che morì di cancro, il quale non avrebbe mai acconsentito al delitto. Ai funerali di O'Banion, a cui erano presenti più di ventimila persone, c'erano anche Torrio e Capone.
Il comando della North Side Gang passò ai gangster Weiss e Moran, i quali decisero di vendicare l'assassinio di O'Banion cercando di uccidere Torrio, che rimase gravemente ferito nell'agguato ma si salvò, decidendo di cedere il comando del "Sindacato" a Capone e di ritirarsi in Italia. Capone stesso però fu vittima di una dozzina di tentativi di omicidio da parte di Weiss e Moran, riuscendo sempre a salvarsi, invece i fratelli Genna furono decimati dalla North Side Gang e costretti a lasciare definitivamente Chicago.
O'Banion viene sepolto nel cimitero Mount Carmel ad Hillside, Illinois.